# Ловен парк (София)
Ловният парк е парк в София. Граничи на юг със Софийския зоопарк, а на север с Борисовата градина. Драгалевската река преминава през парка.

## Обекти в близост до парка
- Железопътна гара Пионер[3]
- Токуда болница
- НПМГ „Акад. Любомир Чакалов“
- СБАЛ „Свети Лазар“
- ДАМС - Национален център спорт и здраве
- 15-и ДКЦ
- 11-о ОУ „Св. Пимен Зографски“
- Национален аптечен център
- Национален спортен комплекс „Диана“

## Други
На парка е наречена и съседна улица в квартал „Дианабад“ (Карта).